# Villefloure
Villefloure es una comuna francesa situada en el departamento de Aude, en la región de Occitania.